# Fernando María Bargalló

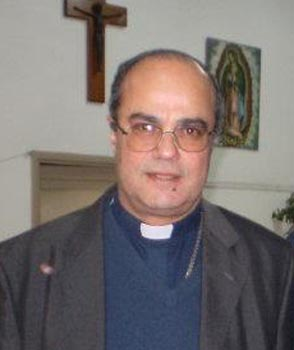
Fernando María Bargalló

Fernando María Bargalló (* 18. Dezember 1954 in Buenos Aires) ist ein argentinischer Geistlicher und emeritierter argentinischer römisch-katholischer Bischof von Merlo-Moreno.

## Leben
Bargalló studierte Philosophie und römisch-katholische Theologie. Am 15. August 1978 empfing er in San Isidro die Priesterweihe. An der Päpstlichen Universität Gregoriana in Rom wurde er in Dogmatik promoviert.
Papst Johannes Paul II. ernannte ihn am 27. April 1994 zum Titularbischof von Hirina und zum Weihbischof im Bistum Morón. Die Bischofsweihe spendete ihm der Bischof von Morón, Justo Oscar Laguna, am 31. Mai 1994 in der Kathedrale von Morón; Mitkonsekratoren waren Alcides Jorge Pedro Casaretto, Bischof von San Isidro, Juan Rubén Martinez, Bischof von Reconquista, Emilio Bianchi di Cárcano, Bischof von Azul und José María Arancibia, Erzbischof von Mendoza. 
Am 13. Mai 1997 erfolgte die Ernennung zum ersten Bischof des neugegründeten Bistums Merlo-Moreno nahe der argentinischen Hauptstadt Buenos Aires. In der argentinischen Bischofskonferenz AICA war er Mitglied des Ausschusses der Caritas und Sozialpastoral. Bargalló war zudem Generalsekretär der Caritas für Lateinamerika und der Karibik und Präsident der argentinischen Caritas. 
Im Juni 2012 wurde er in Mexiko am Strand beim Baden mit einer Frau von der Presse entdeckt und fotografiert. Nachdem Bargalló zunächst verlautbaren ließ, es handele sich bei der auf dem Pressefoto abgebildeten Frau „um eine Bekannte aus Kindertagen“, räumte er kurze Zeit später ein, dass er zu dieser Frau „eine nähere Beziehung“ habe. Bargalló bot seinen Rücktritt vom Bischofsamt an. Am 26. Juni 2012 nahm Papst Benedikt XVI. sein Rücktrittsgesuch an.